# Glashüttenstraße (Düren)
Die Glashüttenstraße in der Kreisstadt Düren (Nordrhein-Westfalen) ist eine Innerortsstraße. Sie liegt im Stadtteil Düren-Nord.

## Lage
Die Straße beginnt an der Paradiesstraße und endet an der Rurstraße. Sie führt an der Seite des Schlachthofes und am ehemaligen Elektrizitätswerk der Stadtwerke Düren vorbei. An der Straße liegt die 1903 eröffnete, denkmalgeschützte ehemalige Glashütte Peill & Putzler. 

## Geschichte
Der an den Werken vorbeiführende Privatweg wurde durch Beschluss des Stadtrates vom 4. Januar 1903 vorerst Glasstraße genannt, aber am 16. Dezember 1903 in Glashüttenstraße umgeändert. Der Ausbau war schon sechs Monate vorher beschlossen worden.